# 波岡なみ
波岡 なみ（なみおか なみ、1969年12月15日 - ）は、日本の声優、舞台女優。東京都出身。81プロデュース所属。かつてはドラマティック・カンパニーの一員であった。本名および旧芸名は波岡 晶子（なみおか あきこ）。

## 略歴
テレビアニメ『魔法のプリンセス ミンキーモモ』を見たことがきっかけで声優を目指そうと思うようになった。
1994年よりドラマティック・カンパニーに参加。
2021年3月31日付で芸名を本名の波岡晶子から波岡なみに改名。一粒万倍日、天赦日、寅の日と物事を始めるには良い日であることからこの日に改名したという。

## 人物
声種はアルト。
趣味・特技はジャズ、タップ。
本名である「晶子」という名前の由来は、母の名前に「昌」という字があり、さらに明るい子供になるように「日」をもう一つ足して「晶子」と付けてくれたことから。

## 出演
太字はメインキャラクター。

### テレビアニメ
- おばけのホーリー（1991年、女の子、チョキー）
- 炎の闘球児 ドッジ弾平（1992年、一年生部員）
- ポコニャン!（1993年、子猫、オカメインコ 他）
- ゴールFH（1994年、寺林翔太郎〈少年時代〉）
- ヤンボウ ニンボウ トンボウ（1995年、ハシザル3、ワンダン）
- 爆走兄弟レッツ&ゴー!!（1996年 - 1998年、子供、生徒2）- 2シリーズ[一覧 1]
- 白鯨伝説（1997年）
- 超速スピナー（1999年、少年）
- それいけ!アンパンマン（2000年 - 2019年、つみきの城の王子（A）〈3代目〉、王子1、クマおばさん、キィ子、ネコ美）
- 源氏物語千年紀 Genji（2009年、春宮の乳母）
- 名探偵コナン（2010年 - 2017年、三宅文江、秋山春美、唐橋光代）

### OVA
- 念仏物語 えしんにさま（1993年、子供）

### ゲーム
- ROOMMANIA＃203（2000年、染谷ミハル）
- ユーディーのアトリエ 〜グラムナートの錬金術士〜（2002年、エスメラルダ[12]）

### ドラマCD
- スイートドラゴン1 - 3（2000年 - 2002年、ビータ）

### 吹き替え

#### 映画
- エディー 勝利の女神（マリク）
- キング・ソロモンの秘宝（女）
- メジャー・ペイン（ウリガー）
- Let'sチェックイン!（コンスエロ）

#### ドラマ
- 新・カンガルー・スキッピー（ベッキー）
- たどりつけばアラスカ（ウエイトレス、テレビの女の声）
- ビバリーヒルズ青春白書（ストラッグ）

#### アニメ
- ガジェット警部（窓口嬢）

### ナレーション
- 白元 ラジオCM
- 白元 店頭用CM
- オートバックス ラジオCM

### オーディオブック
- アンヌ今昔物語 ウルトラセブンよ永遠に…（2022年、嘉手納清美）

### テレビ番組
- トライ&トライ（NHK総合テレビ）
- あさごはん だいすき!（1994年 - 1995年、BS2、ぽろり操演）
- にこにこぷんがやってきた（1995年 - 1996年、BS2、ぽろり操演）
- フルーツサンデー（BS2、アテンダント）
- ワンワンパッコロ!キャラともワールド（2018年 - 2021年、BSプレミアム、ぽろり操演）

### 舞台

#### ドラマティック・カンパニー公演
1990年代
- スパイ大作戦（1994年、チェンジャーズ）
- 夢の海賊（1997年、オウム）
- V.S.O.P. 安楽兵舎（1999年、中尾みどり）

2000年代
- The Birthday Game　Ladie's（2000年、マリリン）
- NEW YORK NEW YOREK（2000年、ポーラ）
- ねずみ小僧（2001年、お美代）
- 陽だまりの樹 〜第一楽章〜（2002年、登世）
- 仇討（2003年、お種）
- ラブラブバディボーイ（2004年、ウエイター）
- 恋愛日記2（2005年、キヌ子・ナガヤマ）
- 十一匹のネコ（2005年、にゃん七）
- 居残り佐平次（2007年、あやめ）
- birthday〜2008〜（2008年、福原夕子）
- a Suite（2009年、アナウンサーの声）

2010年代
- 愛の結晶くん（2010年、古郡政子）
- きらら浮世伝（2011年、やり手）
- 阿呆浪士（2012年、幸）
- ヨウゾウズアイ（2013年、凜々子）
- 法螺（2014年）
  - 大阪公演（霧島）
  - 東京公演（かがりの局）

- 恋の片道切符（2015年、氏家美沙子）
- マザーズ・イン・ヘヴン（2016年、チカコ）
- 小麦色のつゆ（2017年、讃岐キョウコ）
- 湯花と鯉口（2017年、大瀬志保子）
- Amore Me Too!!（2018年、おクマ）
- 青い影（2019年、八坂八重子）

2020年代
- パパのちオヤジ ときどきダディ（2020年、金子ともみ）
- COUPLE（2021年、路子）
- 天晴（2022年、泉八重子）

#### その他
- 81プロデュース公演「ローマで起こった奇妙な出来事」（1991年、遊女）
- 81プロデュース公演「カリフォルニア・ドリーミン」（2005年、日野基子）
- Borobon企画公演「KENJIくんへ」（2005年、語り 他）
- 81プロデュース・鳥獣戯画公演「カリフォルニア・ドリーミン」（2007年、日野基子）
- 劇団軌跡公演「ナツヤスミ語辞典」（2008年、ミドリ先生）
- A．I films公演 「オヅの魔法使い〜ドロシィ監禁地獄〜」（2012年、カカシ）
- 劇団軌跡公演「クロノス」（2012年、海老名）
- 劇団軌跡番外公演「煙が目にしみる」（2013年、 乾幸恵）
- 劇団一の会公演「白梅学徒看護隊の青春」（2015年、語り手）
- シェニーズシアター公演『予期せぬ出来ごとII』「いいわけ」「祝辞」（2015年）
- 劇団軌跡公演 「いやいやながらデザイナーに」（2016年、ローザ・ピシェネット）
- シェニーズシアター公演『予期せぬ出来ごとIV』「遠隔操作」「幻想曲」「通勤電車」（2018年）
- オオタスセリ企画『スセリ☆台本劇場17』「心の声」（2018年）
- 波岡企画公演「恋愛日記2」（2019年、キヌ子）
- オオタスセリ企画『スセリ☆台本劇場22』「アヒルのアキラ」「昼下りの二人」（2020年）
- ジグジグ・ストロングシープス・グランドロマン 13th zig 「since1991」（2023年、内宮静、里村容子）
- ドラマティックな普通の女 ミュージカル♪（2023年）

### その他コンテンツ
- おかあさんといっしょ ファミリーコンサート（ぽろり操演）
- 書類の扱い方（西村優子）
- イベント ユメディア号こども塾（ビットくん、MC）
- 「おはなしプロデュース」第6話 林芙美子 作『鶴の笛』（2020年、朗読）

### シリーズ一覧
1. ↑  第1期（1996年）、第3期『MAX』（1998年）